# Formiga-lava-pés
O nome popular formigas-lava-pés (ou "lavapés"), também conhecidas como formigas-de-fogo, é usado no Brasil para denominar um grupo distinto de cerca de 20 espécies de formigas pertencentes ao gênero Solenopsis. No Brasil, a espécie Solenopsis saevissima é a mais comum As formigas-lava-pés diferem das demais do gênero por serem maiores, mais ágeis e capazes de ferroar animais vertebrados.

## Nomes
Também são conhecidas pelos nomes caga-fogo, formiga-brasa, formiga-de-cemitério, formiga-de-defunto, formiga-quente, formiga-malagueta, formiga-ruiva, itaciba, jequitaia, jiquitaia, lava-pé, mordedeira, mossoró, queima-queima, pititinga, pixixica, taciba, taçuíra, taviriri, taçuva e uaiatu.

## Descrição
São assim conhecidas por causa dos seus hábitos agressivos e pela ferroada dolorida. Estas formigas tipicamente constroem formigueiros expostos feitos de terra, e reagem de forma agressiva e em grandes números quando são perturbadas. São comuns acidentes envolvendo pessoas e animais domésticos, dado o hábito de algumas espécies de formigas-lava-pés de fazerem seus ninhos em gramados e beiras de estrada próximos a construções humanas. Isto se dá por serem formigas onívoras, podendo se alimentar de muitos tipos de plantas, animais ou alimentos domésticos. É comum encontrar agrupamentos desta formigas depois de grandes chuvas, pois por flutuarem na água elas agarram-se uma nas outras em casos de inundações atingirem seus ninhos.
Seus hábitos prejudicam tanto animais como plantas, e são considerados organismos ecologicamente dominantes. Têm importância econômica principalmente pelos danos que ocasionam na agricultura. Os prejuízos podem ser ocasionados pela destruição de sementes germinadas, plantas em viveiros, ou em desenvolvimento vegetativo avançado
Geralmente as operárias destas formigas são polimórficas, de coloração variando de tons amarelados, avermelhados e marrons. São formigas de pequeno porte, onde as maiores alcançam de 3,5 a 5,0 mm de comprimento. Essas formigas constroem grandes formigueiros normalmente em locais abertos, que se caracterizam pelo amontoado de partículas finas de terra na entrada.
As ferroadas das formigas-lava-pés ardem por causa da presença de uma mistura complexa de alcalóides piperidínicos tóxicos e insolúveis em água. O veneno destas formigas é mais de 95% feito destes alcalóides, chamados de "solenopsinas". Ao serem injetados na pele, estes alcalóides geram uma resposta inflamatória local, geralmente seguida da formação de uma pústula purulenta no local da ferroada. Em virtude da irritação e coceira local, estas pústulas podem se romper com o atrito com as unhas, abrindo espaço para possíveis infecções secundárias. Algumas pessoas podem desenvolver alergia a ferroadas de formigas-lava-pés. Exatamente qual a fração da população brasileira que é atingida por este problema ainda não foi determinado, mas estimativas apontam que cerca de 30% dos acidentes com ferroadas de insetos que são registrados em hospitais sejam causados por formigas-lava-pés. A reação alérgica é diretamente causada por proteinas tóxicas no veneno, que representam cerca de 1/1000 do total em peso. As proteínas de veneno da formiga lava-pés Solenopsis invicta somente foram estudadas a fundo somente mais recentemente, devido a dificuldades práticas anteriores de se obter veneno em quantidade suficiente para análise.
Como em quase todas espécies de formigas, o indivíduos responsáveis pela reprodução são fêmeas e machos alados que tem órgãos sexuais desenvolvidos. Fêmeas estéreis e sem asas são operárias, responsáveis por diversas funções na colônia. Depois de um voo nupcial, as fêmeas aladas copuladas buscam um local abrigado para fundarem seus formigueiros, ou podem ser adotadas por um formigueiro receptivo a diversas rainhas. Enquanto estas jovens rainhas carecem de soldados para defende-la, elas utilizam seu veneno como um inseticida para afastar espécies competidoras. Operárias de formigas-lava-pés não possuem ovários.
Como todas as formigas, as lava-pés se desenvolvem por metamorfose completa, ou seja, elas nascem como larvas e precisam passar um um estágio de pupa para emergirem como insetos adultos definitivos. Todas as formigas-lava-pés passam por três mudas enquanto larvas, resultando na existência de quatro instares larvais. As larvas destas formigas possuem pelos e mandibulas e formatos de corpo diferentes a cada instar larval, que caracterizam cada estádio de desenvolvimento.
O controle pode ser através da realização de pulverizações de inseticidas específicos, registrados para as culturas.
Por causa do alastramento de três espécies invasoras (S. geminata, S. invicta, S. richteri) em escala global, as formigas lava-pés são hoje em dia insetos intensamente estudados. Dentre estas, a espécie mais agressiva S. invicta tornou um dos insetos mais estudados da atualidade.

## Espécies
- Solenopsis amblychila
- Solenopsis aurea
- Solenopsis gayi
- Solenopsis geminata
- Solenopsis globularia
- Solenopsis invicta
- Solenopsis macdonaghi
- Solenopsis megergates
- Solenopsis metallica
- Solenopsis punctaticeps
- Solenopsis pusillignis
- Solenopsis richteri
- Solenopsis saevissima
- Solenopsis tridens
- Solenopsis virulens